# Az első villamos
Az első villamos a Fonográf együttes 1974-ben megjelent dala, amely a zenekar első nagylemezén kapott helyet 1974-ben. Zenéjét Tolcsvay László szerezte, szövegét Bródy János írta. Magát a dalt is Tolcsvay énekli; a művész szerint ez egyik nagy kedvence. A dalból német nyelvű felvétel is készült, Anna címmel. Más előadók is műsorra tűzték a dalt, például Koncz Zsuzsa.
Az 1970-es években a dal vegyes kritikákat kapott. Míg a Magyar Ifjúság kritikusa „gyenge, mesterkélt produkció”-ként jellemezte, a Mozgó Világ a kiemelkedő, stílusteremtő számok közé sorolta. 1974 végén több héten át a Magyar Ifjúság slágerlistájának első helyén szerepelt.
A 21. században a dalt az együttes legsikeresebb számai közé sorolják. Egyes vélemények szerint a dal jól tükrözi az 1970-es évek hangulatát; Móricz Mihály a Beatles-féle Yesterday-hez hasonlította. A magyarock története című munka az együttes jelentős slágerei között sorolja fel. Fáy Miklós szerint a dal „masszívan tartja magát a köztudatban”.
A dal széles körben ismert szövege időről időre felmerül nyelvi jelenségek illusztrációjaként. A második szakasz első sora:

„Dülöngél egy nagykabát”

például népszerű szemléltető eszköze a metonímiának. A negyedik strófát záró

„A korlát láncainak dől
a csillagász”

mondat pedig gyakran példa arra, hogy a költemények szövege miként hordozhat rejtett, szimbolikus értelmet.
A Tolcsvay Lászlóról 1997-ben készített portréfilm szintén ezt a címet viseli.